# Округ Рино (Канзас)
Округ Рино (енгл. Reno County) је округ у америчкој савезној држави Канзас. По попису из 2010. године број становника је 64.511.

## Демографија
Према попису становништва из 2010. у округу је живело 64.511 становника, што је 279 (0,4%) становника мање него 2000. године.
| Група             | 2000.          | 2010.          |
| Белци             | 57.797 (89,2%) | 55.543 (86,1%) |
| Афроамериканци    | 1.865 (2,9%)   | 1.930 (3,0%)   |
| Азијати           | 291 (0,4%)     | 309 (0,5%)     |
| Хиспаноамериканци | 3.661 (5,7%)   | 5.209 (8,1%)   |
| Укупно            | 64.790         | 64.511         |